# Ступки (Полтавский район)
Ступки (укр. Ступки) — село,
Нестеренковский сельский совет,
Полтавский район,
Полтавская область,
Украина.
Код КОАТУУ — 5324083713. Население по переписи 2001 года составляло 47 человек.

## Географическое положение
Село Ступки находится в 3-х км от левого берега реки Ворскла,
в 1,5 км от сёл Березовка и Соседки.